# Tabla claudiana

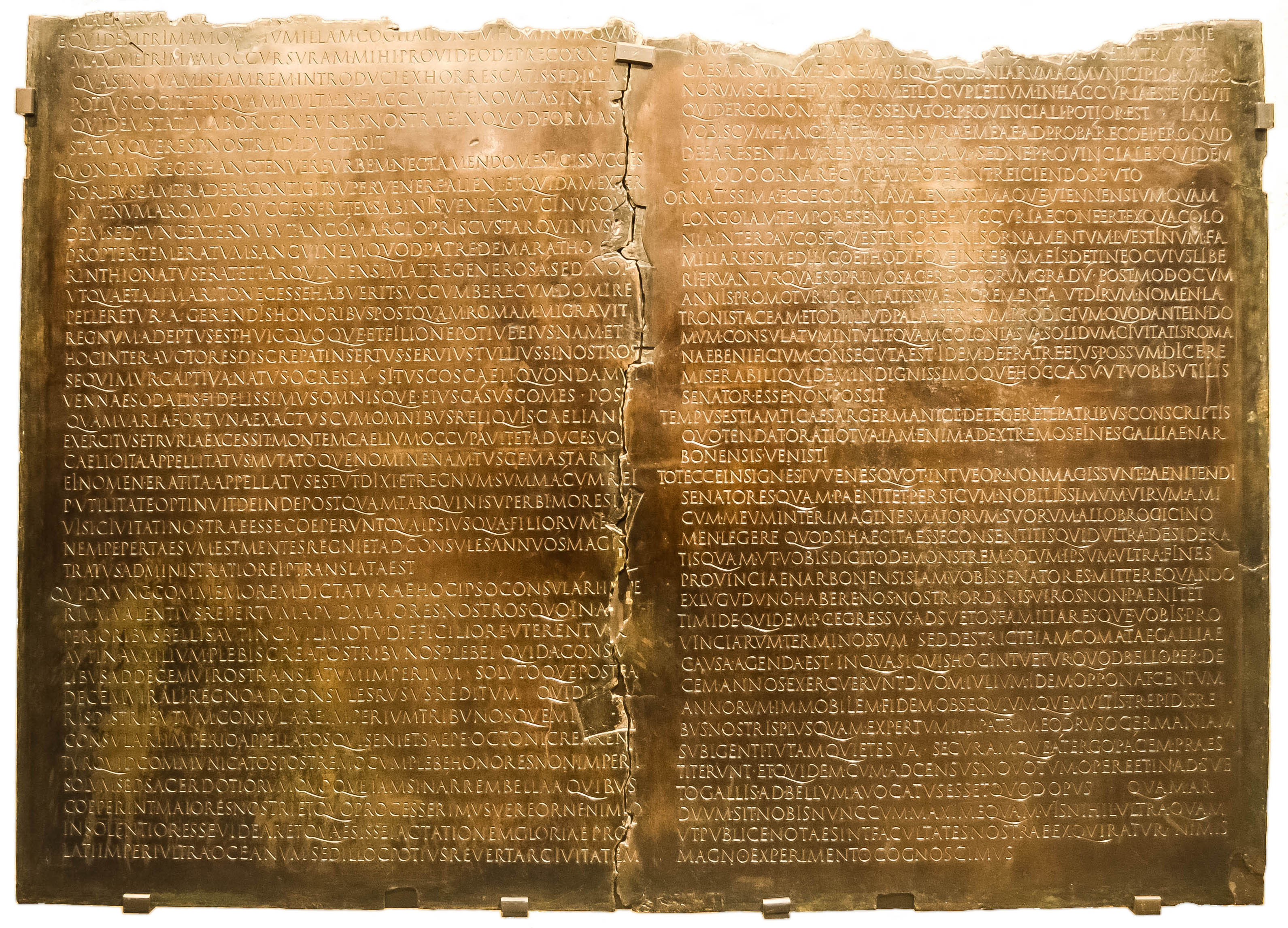
Tabla claudiana o de Lyon. Museo Galo-Romano de Lyon.

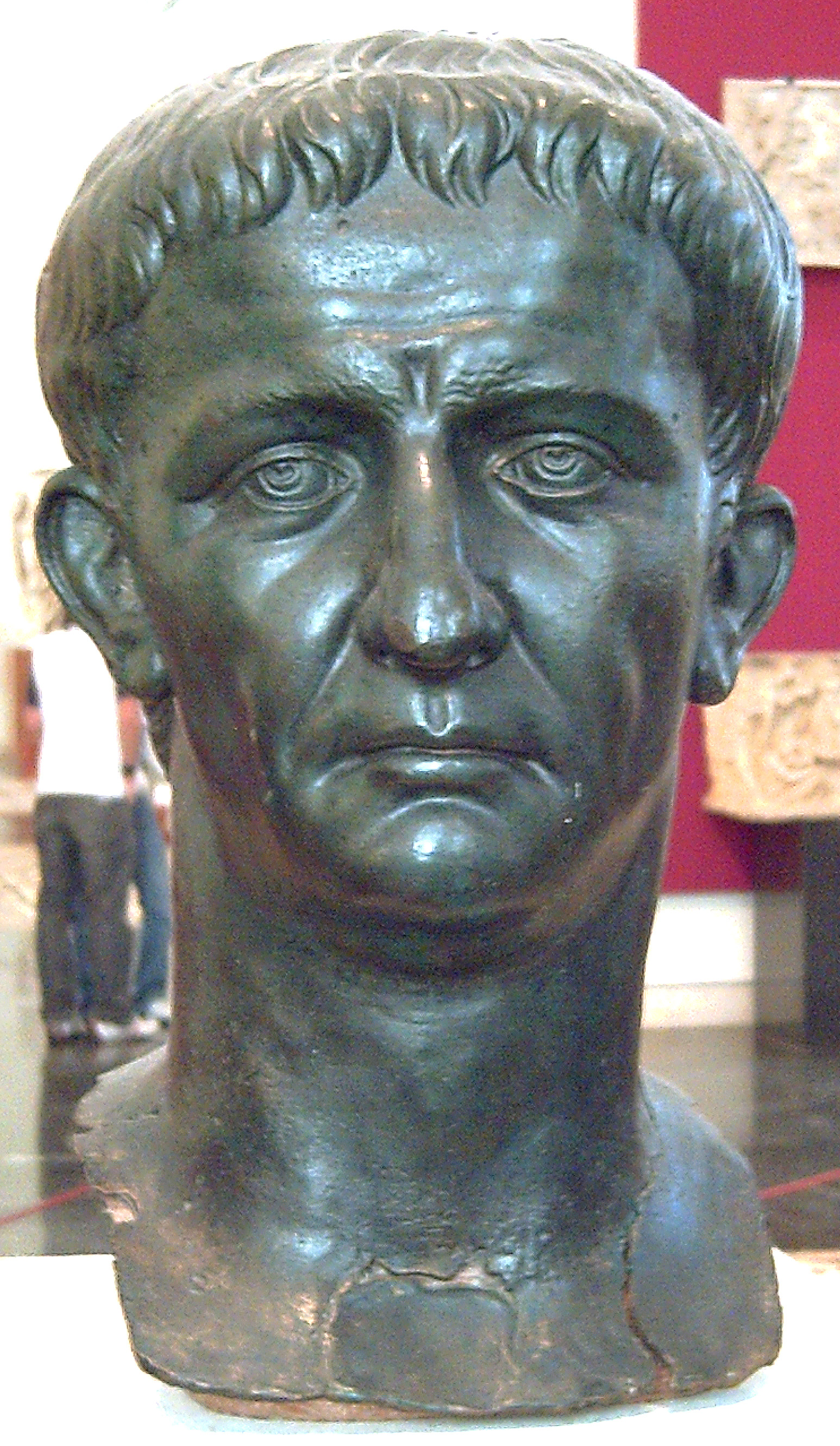
Retrato imperial en bronce de Claudio, en el M.A.N. (Madrid).

La Tabla claudiana, Tabla de Lyon u Oratio Claudii es una antigua placa de bronce que transcribe un discurso pronunciado por el emperador romano Claudio en el año 48 ante la Asamblea del Senado. 
Solamente se conserva la parte inferior de la tabla original, que fue descubierta en 1528 en una viña en la colina de La Croix-Rousse, que fue el lugar en el que en época romana se levantó el Santuario de las Tres Galias, en la antigua Lugdunum (Lyon, Francia). En la actualidad forma parte de los fondos del Museo Galo-Romano de Lyon.
La tabla tiene realmente 1,93 m de ancho y 1,39 m de alto, pesando 222,5 kg y el texto, en latín, está dispuesto en dos columnas. 
Claudio tuvo particulares conexiones con Lugdunum, capital de la provincia romana Gallia Lugdunensis pues nació allí el año 10 y su padre, Druso el Mayor había erigido en 12 a. C. el Santuario de las Tres Galias. Por todo ello, es probable que tanto por ser emperador como por ser nativo de Lugdunum fuese considerado como el patrón de la ciudad. 

## Contenido
Los caudillos galos habían presentado una petición para obtener similares derechos a los ciudadanos romanos, en particular, la posibilidad de tener acceso a las magistraturas romanas y al Senado. En este discurso, Claudio se pronuncia a favor de la concesión de la ciudadanía a la Galia Comata, es decir, la Galia que no era la Gallia Narbonensis, dividida administrativamente en las provincias Lugdunense, Aquitania y Bélgica.
Claudio, con este discurso, atendiendo a una apertura casi sin precedentes, con exclusión de César, mostró su concepción de un imperio universal, mediante la integración de los pueblos sometidos. Aunque limitado a la élite gala, una vez que hubiese alcanzado el necesario nivel de riqueza, esta concesión estaba expresando una amplitud de miras que no se había dado en otros emperadores. Bajo Claudio esta tendencia, de hecho, se expresa a través del aumento de la contribución de la ciudadanía a las provinciales.
Su argumento evocaba los orígenes etruscos de su propia familia, la gens Claudia y el reciente ascenso al rango senatorial de personalidades de la Galia Narbonense.
El discurso está escrito en un estilo bastante pomposo, con varias digresiones y ha sido comparado con el que escribió de forma libre el historiador Tácito en los Anales, más conciso y en un estilo literario.